# Friedenskirche (Monheim-Baumberg)

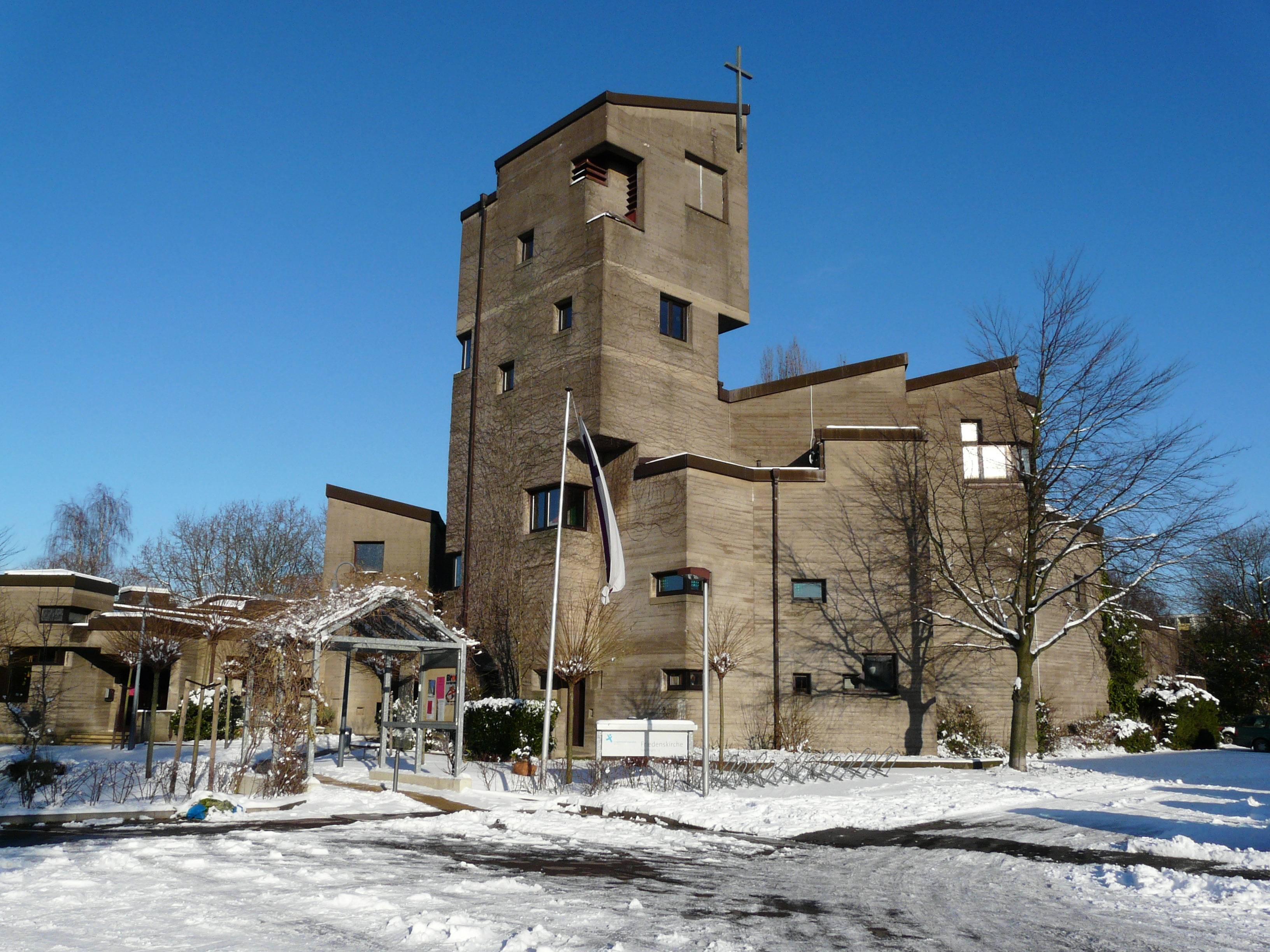
Friedenskirche Monheim-Baumberg

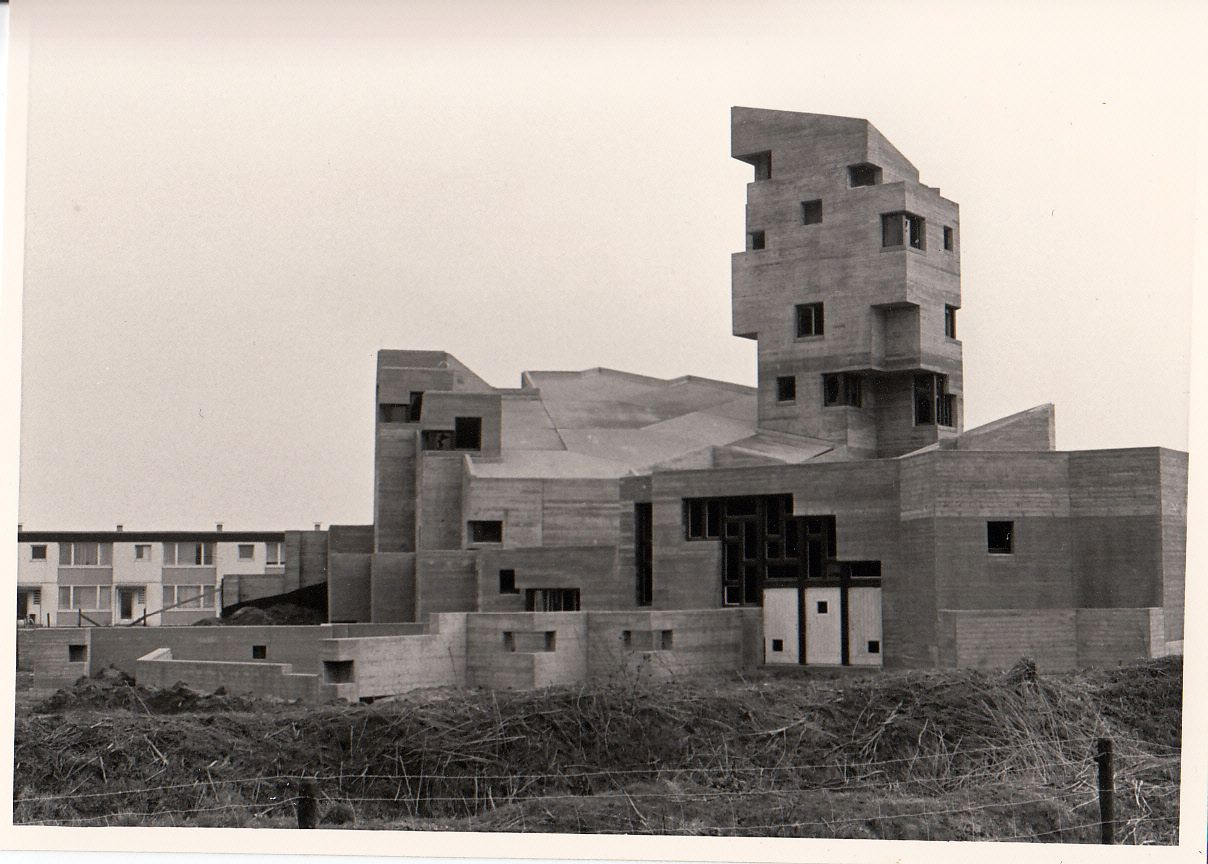
Bauphase

Die Friedenskirche ist eine von 1968 bis 1974 nach Plänen von Walter Maria Förderer im Stile des Brutalismus erbaute Kirche in Monheim-Baumberg, Schellingstraße 13. Sie ist (neben zwei Gemeindezentren) eine der drei Kirchen der Kirchengemeinde Monheim, die zum Kirchenkreis Leverkusen der Evangelischen Kirche im Rheinland gehört.

## Baugeschichte
In den Nachkriegsjahren stieg die Bevölkerung Baumbergs stark an, so dass in den 1960er Jahren ein großzügiges Neubaugebiet unter Führung des gewerkschaftseigenen Bauunternehmens „Neue Heimat“ angrenzend an den historischen Ortskern konzipiert wurde. Die Planungen, an denen u. a. der renommierte Frankfurter Architekt Ernst May beteiligt war, sahen auch ein Zentrum für die in den Nachkriegsjahren auf ca. 3.000 Mitglieder angewachsene evangelische Gemeinde vor. Neben der Kirche sollte das Zentrum auch Mitarbeiterwohnungen und einen Kindergarten umfassen. Als Standort wählte man eine Fläche zwischen dem alten Ortskern und dem Neubaugebiet.
Nach einem Architekturwettbewerb entschied sich die Kirchengemeinde für einen Entwurf des Schweizers Walter Maria Förderer. Er kümmerte sich in den Anfangsjahren persönlich um den Baufortschritt, überließ später jedoch die Aufsicht seinem Büro sowie dem Monheimer Architekten Dietrich Mallwitz, der das Konzept für die Nebengebäude weitgehend selbstständig umsetzte.
Nach Baubeginn im Jahre 1968 wurde am 9. Mai 1971 der erste Gottesdienst gefeiert und 1974 die Anlage offiziell vollendet. Aufgrund des äußeren Erscheinungsbild zunächst „Bunker“ genannt, bekam die Kirche dann in den achtziger Jahren den Namen Friedenskirche.
Der Turm, der an einen Schweizer Berg erinnert, erhielt 1983 drei Glocken aus der Eifeler Glockengießerei. Im Jahr 2003 wurde schließlich die Betonmauer geöffnet, die den Kirchplatz nach Süden zur Siedlung hin abschirmte. Der geöffnete Vorhof, der von 13 Kugelakazien begrenzt wird, ist über eine kleine Brücke zu erreichen, die über einen künstlichen Wasserlauf führt.

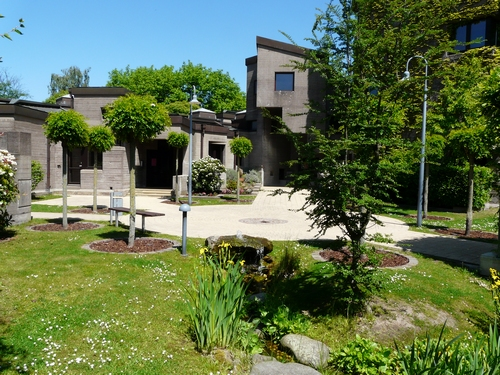
Eingangsbereich (Neugestaltung 2003)

## Architektur

### Konzeption
Wie auch andere Werke Förderers wird die Friedenskirche mit ihrer Bauweise in Sichtbeton dem Brutalismus zugeordnet – eine Auffassung, die allerdings nicht von allen Kunsthistorikern geteilt wird. Der gelernte Bildhauer baute zwischen 1963 und 1971 in der Schweiz, aber auch in Deutschland Gemeindezentren mit integriertem Kirchenraum in ähnlicher Architektur. Beispiele sind das evangelische Gemeindehaus in Moers-Hochstraß, St. Johannes in Luzern und die Heiligkreuzkirche in Chur, deren alpine Silhouette an die Friedenskirche erinnert. Seine Gebäude sind offene Begegnungsstätten und als begehbare Skulptur mit deutlich erkennbarer bildhauerischer Ausrichtung konzipiert. Förderers Vision von einem Saal, der über den Gottesdienst und konfessionelle Grenzen hinaus auch für ganz weltliche Veranstaltungen nutzbar wäre, wurde jedoch nicht vollständig umgesetzt. Statt zu einem nutzungsneutralen Gebilde geriet die Friedenskirche zu einem deutlich sakralen Baukunstwerk.

### Struktur

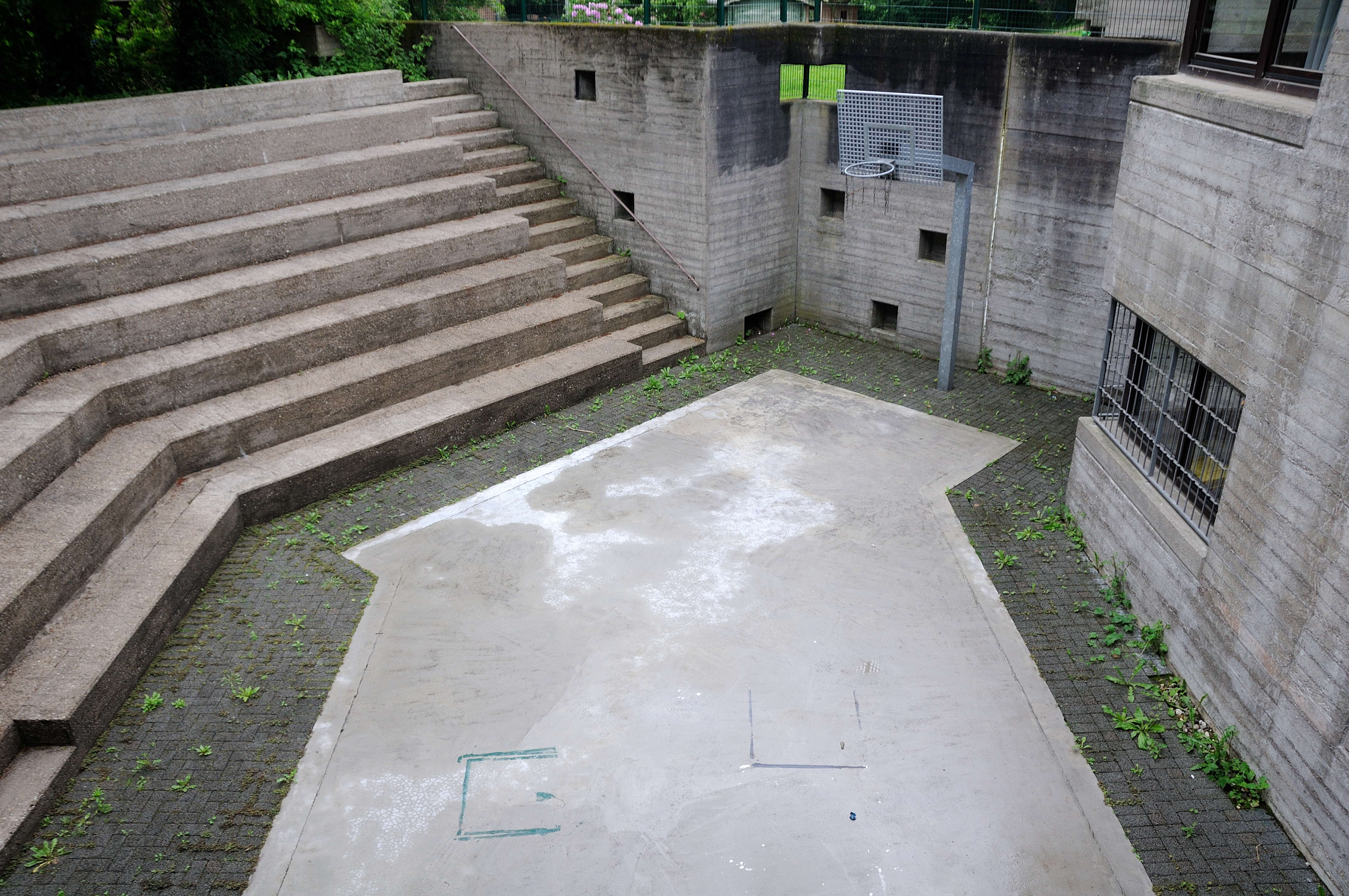
Amphitheater

Den höchsten Punkt der Anlage bildet das kristallin geformte Gemeindezentrum: ein aufstrebender, 23 m hoher Glockenturm, an den sich nach Süden der Kirchsaal und nach Nordwesten verschiedene Gemeinderäume anschließen. Neben dem Kirchraum liegen ein Gemeindesaal mit Bühne für bis zu 200 Personen und weitere Gruppenräume. Die Jugendräume im Souterrain lassen sich nach Norden zu den Sitzstufen des sogenannten Amphitheaters öffnen. Dem Gemeindezentrum ist im Südwesten das flachgedeckte zweigeschossige Mitarbeiterhaus mit insgesamt sieben Wohnungen und im Osten eine Kindertagesstätte beigeordnet. Die Gebäude umfassen hufeisenförmig einen nach Süden offenen Kirchplatz.

### Innenräume
Die nach außen und innen materialsichtigen Betonwände zeichnen die Maserung der detailreichen hölzernen Schalung nach. Durch aufwändige Technik entstanden geometrische Körper, die z. T. religiöse Formen wiedergeben. So wiederholt sich das Kreuz in zahlreichen Außen- wie Innenwänden. Pfeile in der Decke symbolisieren den Heiligen Geist, der in alle Himmelsrichtungen weist.
Im Gottesdienstraum regen Nischen und Empore, Rücksprünge und Durchblicke ebenso wie die bewegliche Ausstattung – von der losen Bestuhlung bis zu Taufbecken und Altartisch – zu immer neuen liturgischen Formen an. Taufbecken und Altarkreuz wurden gestaltet von dem Baumberger Künstler Hans Schweizer.
Einzelne, kleine, tief in die Wände einschneidende Fensteröffnungen tauchen den Raum in ein gedämpftes Licht. Insgesamt 14 verschiedene Schaltmöglichkeiten des elektrischen Lichts lassen eine sehr differenzierte Beleuchtung des Kirchenraumes und der Empore zu. Eine 2 × 2 m große Leinwand im Altarbereich erlaubt eine hinterseitige Projektion von Bildern und Texten für Gottesdienste und Veranstaltungen. Der Architekt hatte für eine Art Dialogpredigt zwei Rednerpulte vorgesehen, die in Betonnischen in der Altarwand platziert werden sollten. Zu einer Umsetzung ist es jedoch nicht gekommen. Stattdessen ziert heute ein einfaches Rednerpult den Altarraum. Förderer beabsichtigte die aktive Einbindung von Gemeindemitgliedern in die Gestaltung des Gottesdienstes und wollte so zur intensiven Auseinandersetzung mit der Bibel einladen. Großflächige Hungertücher an den Wänden sowie ein kurzfloriger Teppichboden sorgen für eine hervorragende Akustik, so dass der Gottesdienstraum auch gerne für Konzerte genutzt wird. Im gesamten Zentrum setzen Elemente wie orangefarbene Türen oder grüne Fensterrahmen und Bänke belebende farbige Akzente.
Aufgrund seiner architekturgeschichtlichen Bedeutung wurde das gesamte Gemeindezentrum im Dezember 2018 unter Denkmalschutz gestellt, wobei der Kirchenbau die höchste, das Mitarbeiterhaus und der Kindergarten die niedrigste Schutzstufe erhielt.